# Claire Lavogez

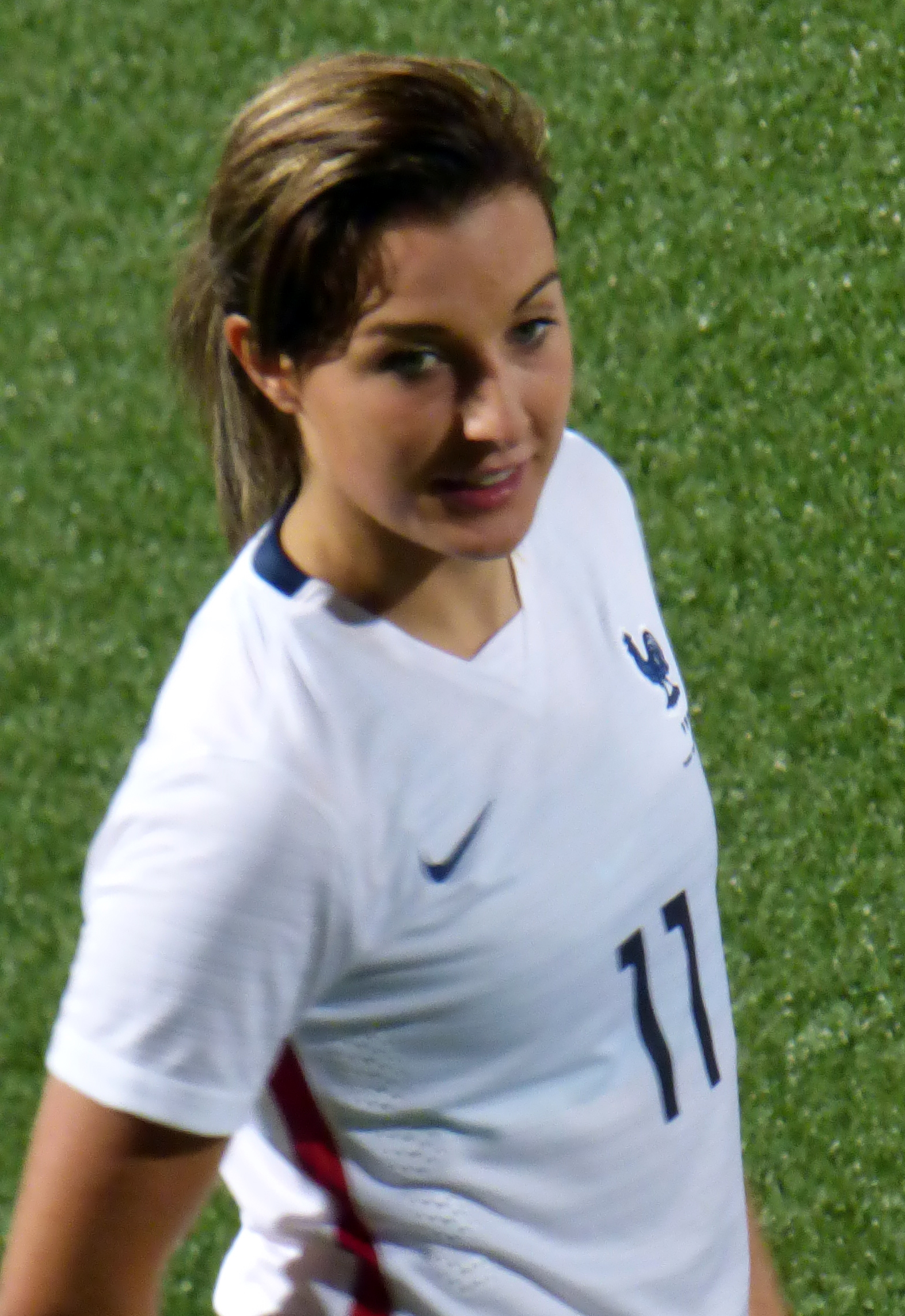
Claire Lavogez 2015.

Claire Marie Annie Lavogez, född den 18 juni 1994 i Calais, är en fransk fotbollsspelare (mittfältare) som representerar klubben Olympique Lyonnais. Hon värvades från Montpellier HSC inför hösten 2015.
Lavogez var en del av Frankrikes trupp i VM i Kanada år 2015. Hon fick speltid i matcherna mot England och Colombia i gruppspelet, samt i kvartsfinalen mot Tyskland. Mest uppmärksamhet fick hon när hon missade den avgörande straffen i straffläggningen mot Tyskland i kvartsfinalen, vilket gjorde att Frankrike slogs ut ur turneringen. Valet att ha Lavogez som sista straffskytt fick kritik i media för att hon ännu var relativt orutinerad och därmed fick svårt att klara av det stora trycket i straffläggningen.
Claire Lavogez debuterade i landslaget i en match mot Tyskland den 25 oktober 2014.